# نينتندو باور (خرطوشة)
نينتندو باور (بالإنجليزية: Nintendo Power‎؛ باليابانية: ニンテンドウパワー‎، ‏Nintendō Pawā) هي طرفية صدرت في اليابان فقط من تطوير نينتندو لنظامي سوبر فاميكوم وغيم بوي. سمحت الخدمة للمالكين بتنزيل ألعاب سوبر فاميكوم أو غيم بوي على خرطوشة ذاكرة وميضية خاصة بسعر أقل من سعر الخرطوشة الكاملة.
صدرت نسخة سوبر فاميكوم من نينتندو باور في أواخر عام 1996. صدرت نسخة غيم بوي من الخرطوشة في 1 مارس 2000.[بحاجة لمصدر] أوقِفَت الخدمة ككل في 28 فبراير 2007.

## التاريخ

### الخلفية
خلال دورة حياة فاميكوم، طورت نينتندو ديسك سيستم، وهو طرفية محرك أقراص مرنة مع ذاكرة وصول عشوائي موسعة والتي سمحت للاعبين باستخدام وسائط قرص قابلة لإعادة الكتابة تسمى «بطاقات القرص» في أكشاك ديسك رايتر. كان النظام شائعًا نسبيًا ولكنه عانى من مشكلات ذات قدرة محدودة. ومع ذلك، شهدت نينتندو سوقًا لوسط اقتصادي قابل لإعادة الكتابة نظرًا لشعبية ديسك سيستم.
أول نظام فرعي ديناميكي لتخزين الفلاش من نينتندو لسوبر فاميكوم هو ساتيلافيو، وهو قطعة طرفية صدرت في عام 1995 والذي سهل تسليم مجموعة من ألعاب سوبر فاميكوم الفريدة عبر شبكة الأقمار الصناعية ساتلايت ديجيتال غيغا.

### الإصدار
صدرت نسخة سوبر فاميكوم من نينتندو باور في أواخر عام 1996.
كان من المقرر إطلاق نسخة غيم بوي من الخرطوشة في 1 نوفمبر 1999؛ ومع ذلك، بسبب زلزال جيجي عام 1999 الذي عطل الإنتاج في تايوان، أُجِّلَت حتى 1 مارس 2000.[بحاجة لمصدر]
أُوقِفَ الإنتاج في فبراير 2007، مع إزالة الأكشاك من المتاجر.

## الاستخدام

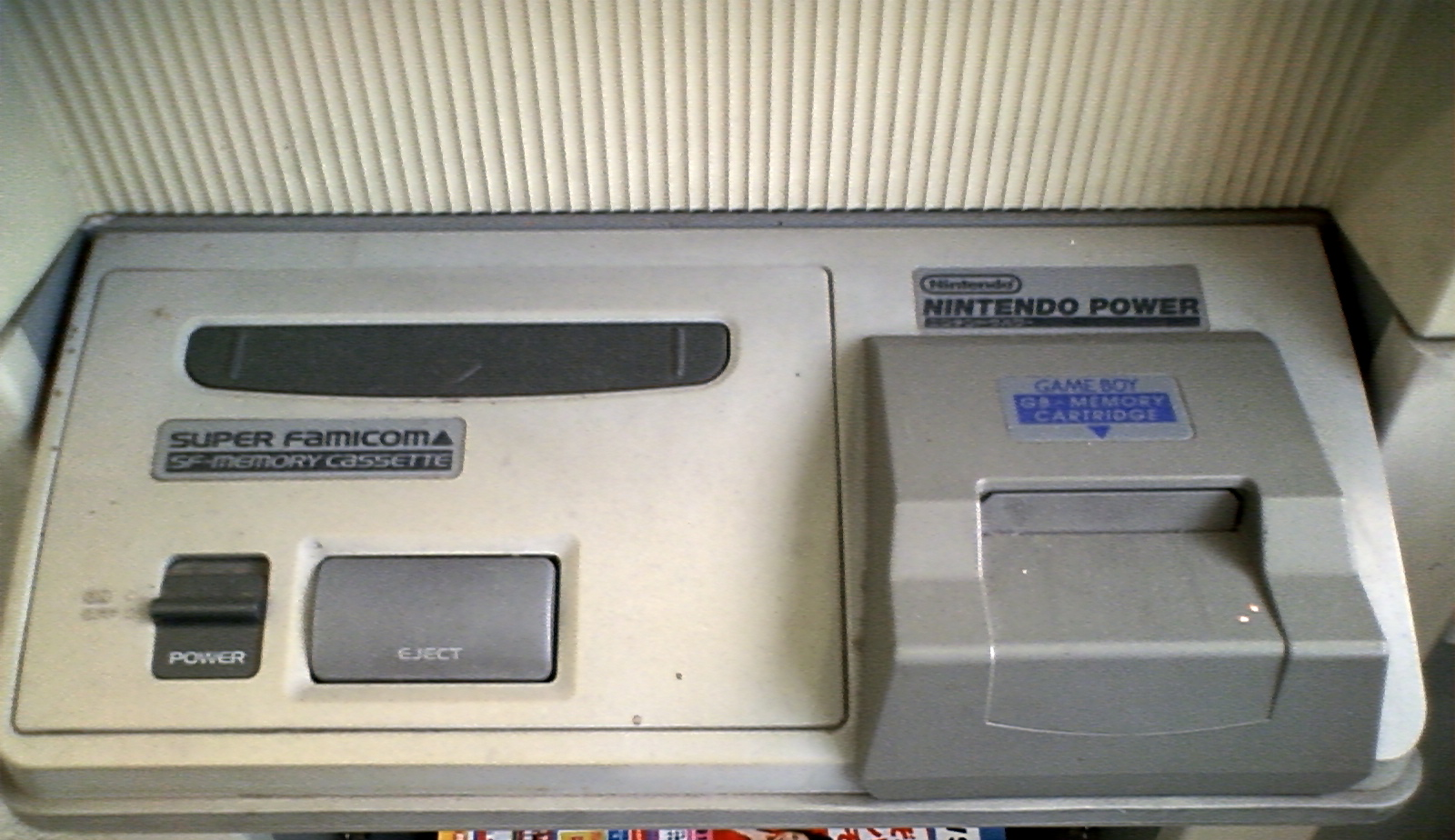
فلاش رايتر في كشك نينتندو باور لإضافة ألعاب إلى خراطيش الفلاش.

عندما كانت الخرطوشة متوفرة في السوق في التسعينيات، كان المستخدم يشتري أولاً خرطوشة رام، ثم يحضرها إلى متجر يضم كشك نينتندو باور. يختار المستخدم الألعاب المراد نسخها إلى الخرطوشة ويقدم المتجر نسخة مطبوعة من الدليل. اختلفت أسعار الألعاب، حيث كانت الألعاب القديمة رخيصة نسبيًا، وأصبحت الألعاب الأحدث وعروض نينتندو باور الحصرية أكثر تكلفة.
جعلت الوسائط المسجلة الملكية النسخ غير المشروعة أكثر صعوبة من التنسيق القياسي مثل القرص المرن.[بحاجة لمصدر]

## المواصفات التقنية
تنقسم ذاكرة القراءة فقط (ROM) الخاصة بكل خرطوشة إلى ثماني كتل. ما لم تُحَمَّل لعبة من 8 كتل على الخرطوشة، مع ذلك، تحجز كتلة واحدة لقائمة اختيار اللعبة، مع ترك سبع كتل فقط للألعاب.
بالإضافة إلى ذلك، تحتوي كل خرطوشة على كمية صغيرة من ذاكرة الوصول العشوائي الساكنة (SRAM) للألعاب المحفوظة، والتي تنقسم إلى ستة عشر كتلة. تُقَرَّب الألعاب في السعة؛ على سبيل المثال، تحتاج لعبة سوبر فاميكوم التي تبلغ سعتها 10 ميغا بايت إلى ثلاث كتل ذاكرة وميضية يبلغ مجموعها 12 ميغا بايت، وستحتاج لعبة غيم بوي التي تحتاج إلى 100 كيلو بايت من المساحة الموفرة إلى كتلتين من SRAM يبلغ مجموعهما 128 كيلو بت.
لا تحتوي خرطوشة نينتندو باور على رقائق تعزيز سوبر فاميكوم مثل سوبر إف إكس، لذا فإن مثل هذه الألعاب غير متوافقة.

### سوبر فاميكوم
كاسيت ذاكرة سوبر فاميكوم (بالإنجليزية: SF Memory Cassette‎؛ باليابانية: SFメモリカセット)
- مشروع تجديد نظم الإدارة - 3980 ين ياباني
- ذاكرة وميضية مدمجة (لبيانات اللعبة) - إجمالي 32 ميجا بت (4 ميجا بت / كتلة × 8 كتل)
- ذاكرة الوصول العشوائي الساكنة مدمجة (لحفظ الألعاب) - إجمالي 256 كيلو بت (16 كيلو بت / كتلة × 16 كتلة)

### غيم بوي
خرطوشة ذاكرة غيم بوي (بالإنجليزية: GB Memory Cartridge‎؛ باليابانية: GBメモリカートリッジ)
- مشروع تجديد نظم الإدارة - 2500 ين ياباني
- ذاكرة وميضية مدمجة لبيانات اللعبة، 8 ميجابت (1 ميجابت / كتلة × 8 كتل)
- ذاكرة الوصول العشوائي الساكنة مدمجة للألعاب المحفوظة، 1024 كيلو بت (64 كيلو بت / كتلة × 16 كتلة)

## الإستقبال
عندما أطلقت نسخة سوبر فاميكوم من خرطوشة نينتندو باور، نظرت الصحافة إليه على أنه جزء من محاولة لتحرير مساحة الرفوف لمتاجر التجزئة لمزيد من منتجات نينتندو 64.

## وصلات خارجية
- قائمة ألعاب سوبر فاميكوم التي تعمل على الخرطوشة على موقع نينتندو على واي باك مشين (باليابانية)
- قائمة ألعاب غيم بوي التي تعمل على الخرطوشة على موقع نينتندو على واي باك مشين (باليابانية)